# Fall Rot
Fall Rot (Planul Roșu) a fost planul german pentru cea de-a doua fază a campaniei din Franța din tipul celei de-a doua conflagrații mondiale executat de Wehrmacht începând cu 5 iunie 1940. Declanșarea operațiunilor Fall Rot a fost posibilă după succesul primei faze, Fall Gelb (Planul Galben), invadarea țărilor Benelux și a nordului Franței în timpul Bătăliei Franței și a încercuirii armatelor aliate în partea de nord a țărmului Canalului Mânecii. În timpul încercuirii aliaților în nord, forțe germane puternice au înaintat spre inima Franței. Fall Rot a fost constituită din două operațiunii separate: un atac preliminar în vest care a început pe 5 iunie peste râul Somme în direcția Senei și o ofensivă principală a Grupului de Armata A începută pe 9 iunie în centru, peste râul Aisne.

## Contextul general

### Pregătirile defensive ale francezilor

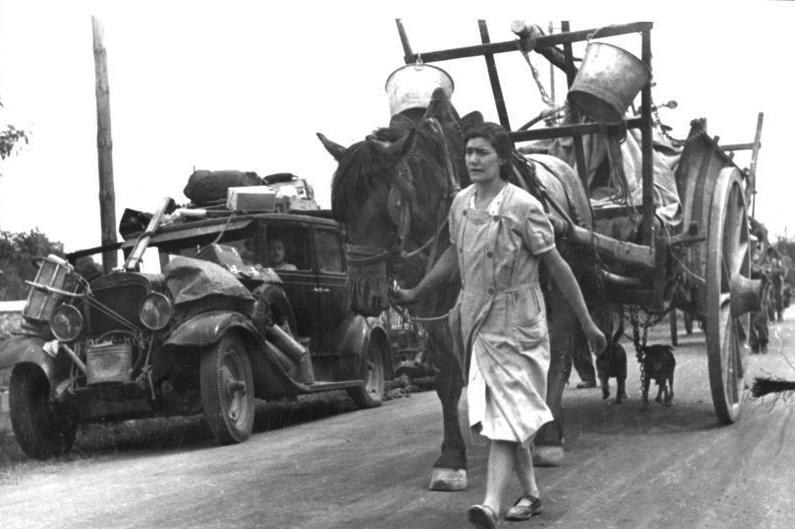
Refugiați francezi în fața înaintării germane

La sfârșitul lunii mai 1940, cele mai bine echipate și antrenate armate franceze deplasate în nord fuseseră încercuite în timpul primei faze a invaziei germane (Fall Gelb), iar o parte a forțelor aliate au fost evacuate prin Dunkerque. În fața pierderii a aproximativ 61 de divizii, Maxime Weygand trebuia să încerce să apere un front de 965 km cu doar 64 de divizii franceze, de la Sedan, de-a lungul râurilor Aisne și Somme, până la Abbeville, pe malul Canalului Mânecii. Divizia a 51-a de infanterie (Highland) și alte câteva divizii au fost trimise în porturile franceze de la sud de Somme pentru formarea celui de-al doilea Corp Expediționar Britanic (BEF). Weygand nu dispunea de rezerve cu care să organizeze defensiva împotriva celor 142 de divizii ale trupelor terestre germane, în condițiile în care Luftwaffe controla spațiul aerian francez, mai puțin cel de deasupra Canalului Mânecii.
Între șase și zece milioane de refugiați au fugit din zonele în care se duceau luptele și au aglomerat drumurile în ceea ce a devenit cunoscut ca L'Éxode (Exodul). Autoritățile au luat puține măsuri pentru primirea și repartizarea lor. Populația orașului Chartres a scăzut de la 23.000 la aproape 800, iar a orașului Lille de la 200.000 la 20.000, în vreme ce orașele din sud, precum Pau sau Bordeaux și-au dublat populația peste noapte.

## Începuturile

### Bătălia de la Abbeville
Bătălia de la Abbeville a avut loc între 28 mai și 4 iunie 1940 lângă Abbeville. În vreme ce Operațiunea Dynamo – evacuarea de la Dunkerque – era în plină desfășurare, generalul Maxime Weygand a încercat să se folosească de momentul în care forțele germane se reorganizau și își încetaseră înaintarea pentru organizarea unui atac spre nord peste Somme, pentru salvarea forțelor aliate încercuite în punga de la Dunkerque. Atacul aliat a fost executat de 2e Division cuirassée, 4e Division cuirassée (divizii de blindate grele franceze) și 1st Armoured Division (britanică)  (britanică). Operațiunea aliată a redus capul de pod german cu aproximativ 50%, fără însă să își atingă obiectivul propus.

### Linia Weygand

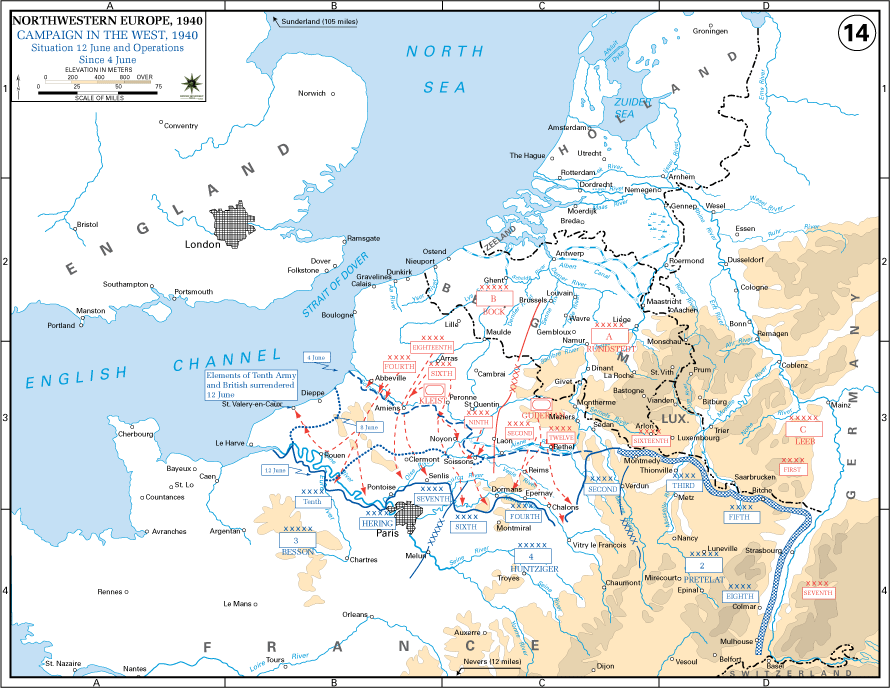
Ofensiva germană spre Sena, 4–12 iunie

Armatele franceze s-au retras, scurtând în mod semnificativ rutele de aprovizionare și comunicații, apropiindu-se de atelierele de reparații și magaziile de provizii. Aproximativ 112.000 soldați francezi au fost repatriați din Anglia prin porturile din Normandia. Aceste trupe au înlocuit într-o anumită măsură pierderile suferite în Flandra. Francezii au reușit să înlocuiască o bună parte a echipamentului militar pierdut până în acel moment – a fost organizate două divizii de blindate grele, iar divizia comandată de Gaulle a fost înlocuită. Moralul trupei s-a refăcut și a rămas la un nivel înalt spre sfârșitul lunii mai.
Moralul trupei s-a îmbunătățit în mod paradoxal datorită faptului că cei mai mulți soldați nu primiseră încă botezul focului și nu cunoșteau adevărata capacitate de luptă a germanilor, despre care auziseră doar zvonuri. În plus, încrederea în armamentul din dotare a crescut după ce s-a remarcat că artileria dispunea de tunuri mai bune, iar tancurile franceze erau superioare la capitulul blindaj și calibru al tunurilor.  De asemenea, ofițerii francezi au căpătat experiență tactică și au înțeles modul în care pot contracara acțiunile unităților mobile germane.
Între 23 și 28 mai, francezii au format două noi armate, a 7-a și a 10-a. Weygand a decis să folosească așa-numita tactică „arici”, care presupunea folosirea operațiunile de apărare în adâncime și a tacticilor de întârziere a inamicului, pentru cauzarea unor pierderi cât mai mari unităților germane. Au fost deplasate unități în orașe și sate, care s-au pregătit pentru crearea unor „insule” defensive, care aveau ordin să reziste indiferent de pierderile materiale și umane. În spatele acestora, noile divizii de infanterie, blindate și mecanizate trebuiau să aștepte ocazia favorabilă declanșării unor contraatacuri, prin care să respingă unitățile germane și să elibereze unitățile franceze încercuite. 

## Bătălia

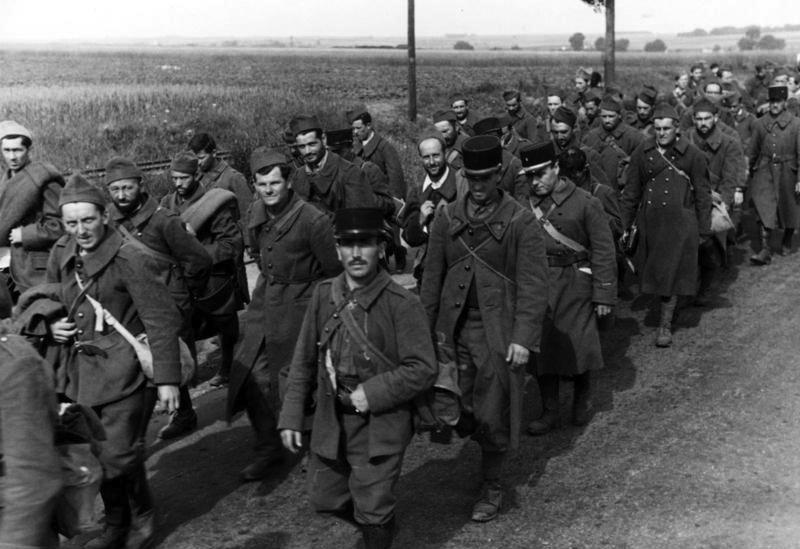
Prizonierii francezi sunt conduși în vederea internării în lagăre.

Grupul de Armată B a atacat pe ambele flancuri ale Parisului. Dintre cele 147 de divizii ale sale, majoritatea erau unități mecanizate. După primele 48 de ore, germanii nu au reușit să facă străpungeri importante. Pe râul Aisne, XVI Panzerkorps (general Erich Hoepner) angajase în luptă peste 1.000 de vehicule blindate, două divizii de tancuri și o divizie mecanizată. Luptele au fost foarte dure, iar Hoepner a pierdut în primul atac 80 dintre cele 500 de vehicule blindate implicate în asalt. Subunități ale Armatei a 4-a germane au reușit să cucerească mai multe capete de pod peste Somme, dar germanii nu reușeau să înainteze de pe pozițiile de valea râului Aisne. În această fază a luptelor, apărarea în adâncime a fost un succes. La Amiens, germanii au fost respinși în mai multe rânduri de tirurile concentrate ale artileriei franceze, ceea ce reprezenta o îmbunătățire a tacticilor franceze.
Forțele terestre s-au bazat încă o dată pe acțiunile Luftwaffe, care a fost solicitată să asigure sprijinul decisiv pentru distrugerea pieselor franceze de artilerie și facilitarea înaintării infanteriei. Germanii au început să înainteze doar târziu în a treia zi de operațiuni. Aviația franceză a încercat să bombardeze coloanele germanilor, dar fără succes. În rapoartele germane s-a recunoscut că luptele au fost „grele și cu mari pierderi omenești, inamicul opunând o rezistență dură, în special în păduri și în perdele forestiere, continuând să lupte după ce trupele noastre forțaseră depășirea punctelor de rezistență”. La sud de Abbeville, frontul francez nu a rezistat atacului, iar Armata a 10-a (generalul Robert Altmayer) a fost nevoită să se retragă spre Rouen și mai departe spre sud de-a lungul râului Sena. Creșterea vitezei de înaintare a germanilor a fost semnul slăbirii treptate a capacității de luptă a francezilor. Divizia a 7-a Panzer s-a îndreptat spre vest prin Normandia și a reușit cucerirea orașului și Cherbourg pe 18 iunie. În timpul marșului spre Cherbourg, Rommel a reușit să obțină capitularea Diviziei a 51-a (Highland) pe 12 iunie. Luftwaffe a avut un rol important în sprijinirea forțelor terestre, ajutând la dispersarea blindatelor franceze. Avangărzile germane aveau liniile de aprovizionare și comunicații erau foarte întinse și vulnerabile la contraatacuri. Superioritatea aeriană a germanilor l-a făcut pe Weygand să nu ordone organizarea unor atacuri ale unităților mecanizate și de blindate.

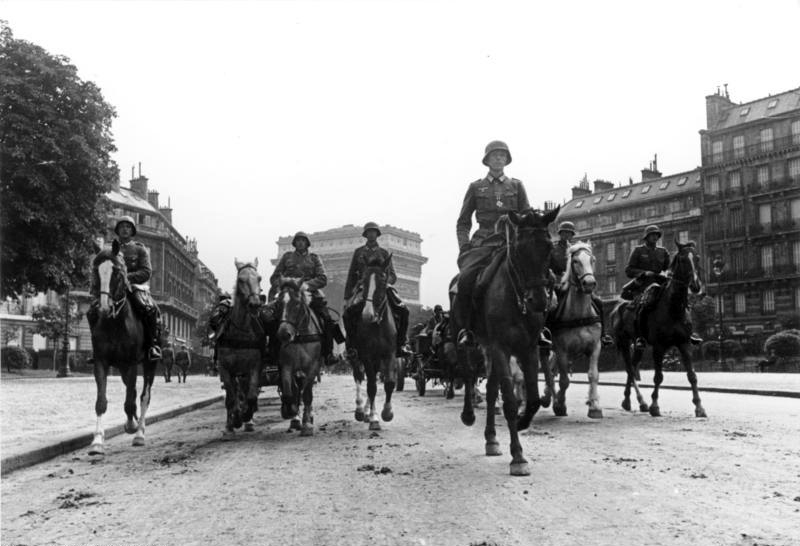
Trupele germane mărșăluind prin Paris

Pe 10 iunie, guvernul francez a declarat Parisul oraș deschis. Armata a 18-a germană a primit sarcina ocupării capitalei Franței. Armata franceză a încercat să reziste pe centura de apărare a capitalei, dar linia lor defensivă a fost străpunsă în mai multe locuri. Acesta a fost momentul în care Weygand și-a exprimat temerile cu privire la dezintegrarea forțelor armate franceze. Pe 13 iunie, Churchill a luat parte la ședința Consiuliului suprem de război franco-britanic de la Tours. El a sugerat crearea unei uniuni franco-britaice, dar propunerea a fost respinsă de frencezi. Pe 14 iunie, germanii au ocupat Parisul. Parizienii care mai rămăseseră în oraș au constat cu surprindere că, în cele mai multe cazuri, soldații germani erau extrem de manierați.
În tot acest timp, Luftwaffe a reușit să asigure supremația aeriană în spațiul aerian francez, în condițiile în care  Armée de l'air era în pragul dezintegrării. Forțele Aeriene Franceze efectuase în principal raiduri aeriene ale bombardierelor – între 5 și 9 iunie (în timpul Operațiunii Paula) au fost executate 1.815 misiuni, dintre care 518 ale bombardierelor. Numărul misiunilor de zbor a scăzut datorită pierderilor de piloți și aparate de zbor pe care francezii nu aveau capacitatea să le acopere. RAF a încercat să abată atenția Luftwaffe efectuând 660 de misiuni împotriva țintelor din zona Dunkerque, cu rezultate slabe, dar cu pierderi ridicate. De exemplu, doar pe 21 iunie, britanicii au pierdut 37 de aparate Bristol Blenheim. După 9 iunie, rezistența aviației franceze de război a încetat practic să mai existe. O parte a avioanelor care mai erau încă în stare de funcționare au fost trimise în Africa de Nord franceză. atacurile Luftwaffe au sprijinit direct sau indirect forțele terestre. Aviația germană supuneau liniile defensive ale inamicului unor bombardamente violente, după care blindatele străpungeau frontul francez.

### Linia Maginot

Linia Maginot

În acest timp, Grupul de Armată C lupta în sprijinul Grupului de Armată A pentru încercuirea și capturarea forțelor franceze de pe Linia Maginot. Obiectivul principal era încercuirea regiunii Metz și a fortificațiilor de aici pentru împiedicarea oricărei încercări de executare a unei contraofensive pornită din Alsacia împotriva coloanelor germane de pe Somme. XIX Panzerkorps (generalul Heinz Guderian) trebuia să înainteze spre frontiera Franței cu Elveția și să blocheze forțele francez în Munții Vosgi, în timp ce XVI Panzerkorps ataca Linia Maginot Line dinspre vest, în zona sa cea mai vulnerabilă și să cucerească orașele Verdun, Toul și Metz. În acest timp, francezii mutaseră Grupul al 2-lea de Armată din Alsacia și Lorena pe Linia Weygand de pe Somme, lăsând doar un contingent redus pentru apărarea Liniei Maginot. După ce Grupul de Armată B a început ofensiva împotriva Parisului și în Normandia, Grupul de Armată A a început să înainteze în spatele Liniei Maginot. Pe 15 iunie, Grupul de Armată C a lansat Operațiunea Tigrul, forțarea cursului Rinului într-un atac frontal împotriva Franței.
Încercările germanilor de străpungere a Liniei Maginot mai înainte de declanșarea Operațiunii Tigrul fuseseră niște eșecuri. Unul dintre atacuri, executat în zona de nord a fortificațiilor, a durat opt ore. În timpul acestui atac, au fost uciși 46 de soldați germani și doar trei francezi – doi la Ouvrage de la Ferme-Chappy și unul la Ouvrage de Fermont.
Pe 15 iunie, ultimele forțe bine echipate ale francezilor, în rândul cărora se număra și Armata a 4-a, se pregăteau de retragere. Forțele franceze care apărau în acel moment Linia Maginot erau puține. Germanii i-au copleșit numeric pe francezi. Ei puteau conta pe I Armeekorps, care avea în dotare peste 1.000 de piese de artilerie. Multe dintre acestea erau modele din timpul primului război mondial incapabile să străpungă blindajul fortificațiilor Linii Maginot. Doar tunurile de 8888 mm erau eficiente împotriva acestor fortificații, dar doar 16 fuseseră alocate acestei operațiuni. Pentru creșterea puterii de foc, germanii au alocat de asemenea și mortiere de 88 mm, plus opt baterii montate de vagoane de cale ferată. Pentru sprijinul aerian al operațiunii, Luftwaffe a desemnat Fliegerkorps V (Corpul aerian al 5-lea).
Bătălia a fost dificilă și succesele germane au apărut greu datorită rezistenței puternice a francezilor. Până la urmă, fortificațiile au fost cucerite una câte una. Din Ouvrage Schoenenbourg au fost lansate 15.802 de proiectile de 75 mm împotriva atacatorilor. În schimb, aceasta a fost cea mai puternic bombardată dintre toate pozițiile franceze. În ciuda bombardamentelor germane foarte puternice, blindajul i-a protejat pe apărători în mod eficient. În acea zi În carea a fost lansată Operațiunea Tigru, a început și Opeatațiunea Kleiner Bär. Cinci divizii de asalt ale VII Armeekorps au traversat Rinul în zona Colmar cu sarcina să avanseze spre Munții Vosgi. Atacatorii aveau la dispoziție 400 de piese de artilerie, dintre care multe mortiere și tunuri grele. Aceștia i-au împins pe 17 iunie pe francezii Diviziilor a 104-a și 105-a înapoi în Munții Vosgi. În aceeași zi, XIX Korps comandat de Guderian a ajuns la granița franco-elvețiană, iar garnizoanele fortificațiilor Liniei Maginot au fost izolați de restul Franței. Cele mai multe unități au capitulat pe 25 iunie, iar germanii au pretins că au luat aproximativ 500.000 de prizonieri. Câteva dintre fortărețele mai puternice au continuat lupta în ciuda apelurilor pentru capitulare. Ultima dintre ele a capitulat pe 10 iulie, doar după ce generalul Alphonse Joseph Georges a adresat personal garnizoanei ordinul de capitulare și, chiar și atunci, cu proteste din partea apărătorilor. Dintre cele 58 de fortificații mari de pe Linia Maginot, doar 10 au fost cucerite prin luptă de germani.

## Urmări

### Evacuarea celui de-al doilea Corp Expediționar Britanic (BEF)
Evacuarea celui de-al doilea Corp Expediționar Britanic a fost făcută prin Operațiunii Ariel din 15 – 25 iunie. Luftwaffe, care avea controlul ferm al spațiului aerian francez, a încercat din răsputeri să împiedice încă o evacuare a trupelor aliate după cea de la Dunkirk. Fliegerkorps I (Corpul aerian nr. 1) a fost responsabil pentru sectoarele aeriene ale Normandiei și Bretaniei. Pe 9 și 10 iunie, asupra portului Cherbourg au fost lansate 15 tone de bombe, în timp ce portul Le Havre a fost bombardat în timpul a a10 raiduri, în timpul cărora au fost scufundate vase aliate care însumau 2.949 tone-registru brut (GRT). Pe 17 iunie, în timpul unui raid al bombardierelor Junkers Ju 88, a fost scufundat în apele portului St Nazaire vasul de linie rechiziționat de guvernul britanic RMS Lancastria, evenimentul ducând la moartea a 4.000 de soldați aliați. Această cifră a reprezentat aproape 50% din pierderile totale suferite de britanici în timpul Bătăliei Franței. În ciuda tuturor eforturilor făcute, Luftwaffe nu a reușit să împiedice evacuarea a aproximativ 190.000–200.000 soldați aliați.

### Armistițiul

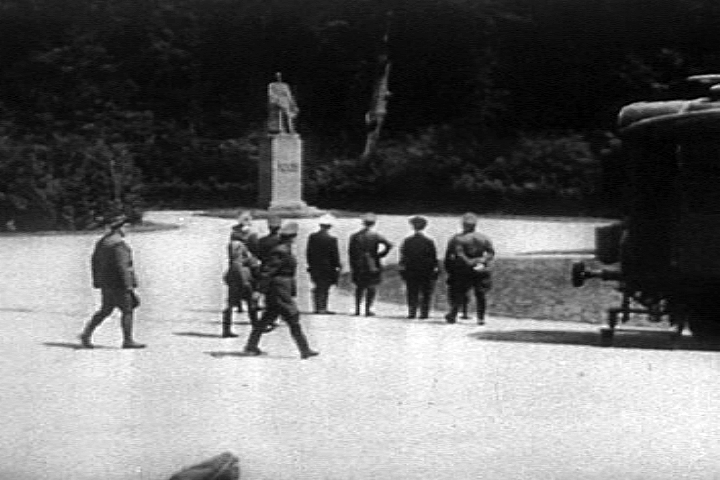
Hitler (cu mâna în șold) privește statuia mareșalului Foch. „Poiana armistițiului” (cu excepția statuii lui Foch) a fost distrusă mai târziu de germani

Descurajat de reacțiile ostile ale miniștrilor cabinetului său la propunerea britanică pentru formarea Uniunii Franco-Britanice și crezând că a pierdut susținerea lor, premierul Paul Reynaud a demisionat pe 16 iunie. În funcția de prim-ministru i-a succedat mareșalul Philippe Pétain. Mareșalul s-a adresat la radio poporului francez anunțând că intenționează să ceară germanilor semnarea unui armistițiu. Hitler, atunci când a aflat că guvernul francez dorește să negocieze un armistițiu, a ales Pădurea Compiègne, (locul în care Imperiul German semnase armistițiul care avea să pună capăt primei conflagrații mondiale), ca loc de întâlnire.  Pe 21 iunie 1940, Hitler s-a deplasat aici pentru începerea negocierilor, care au avut loc în vagonul de cale ferată în care fusese semnat armistițiul din 1918. După ce a ascultat preambulul, Hitler a părăsit vagonul printr-un gest calculat, de dispreț față de delegații francezi. Negocierile au fost continuate sub conducerea lui Wilhelm Keitel, șeful Marelui Stat Major al OKW. Armistițiul a fost semnat a doua zi la ora 18:36 (ora Franței). Din partea Germaniei a semnat generalul Keitel, iar pentru Franța de către generalul Charles Huntziger. La Roma, la data de 24 iunie, ora 18:35, a fost semnat armistițiul cu Italia. Armistițiul a intrat în vigoare la ora 00:35, pe data de 25 iunie.

#### Italia
Italia a declarat război Franței și Regatului Unit în seara zilei de 10 iunie, starea de beligeranță urmând să fie instaurată imediat după miezul nopții. În prima zi, cele doua tabere au efectuat raiduri de bombardament asupra teritoriului inamic, dar confruntările terestre în zona Alpilor au fost reduse, datorită strategiilor defensive adoptate atât de francezi cât și de italieni. Au avut loc lupte de hărțuire între patrulele, iar forturile franceze de pe Ligne Alpine au schimbat focuri de artilerie cu cele italiene din Vallo Alpino. Pe 17 iunie, francezii au anunțat că doresc să înceapă negocierile de pace cu Germania iar, pe 21 iunie, când era evident faptul că armistițiul urma să fie semnat, italienii au lansat o ofensivă generală de-a lungul frontului alpin. Atacul principal a fost dat în sectorul nordic al frontului, iar un atac secundar a fost organizat de-a lungul țărmului mediteranean. La ofensivă au participat 32 de divizii italiene, care au reușit să înainteze câțiva kilometri în interiorul teritoriului francez apărat de doar trei divizii comandate de generalul René Olry. Italienii au reușit să cucerească orașul Menton, dar înaintarea italienilor pe Côte d'Azur a fost oprită doar de o mână de oameni. În seara zilei de 24 iunie, a fost semnat la Roma Armistițiul franco-italian. Armistițiul a intrat în vigoare la ora 00:35. 